# Daniel O’Keefe
Daniel J. O’Keefe (* 30. März 1950) ist ein US-amerikanischer Kommunikationsforscher und Argumentationstheoretiker.
O’Keefe studierte bis 1972 Sprachforschung und Psychologie an der University of Illinois at Urbana-Champaign als Bachelor und erlangte 1973 den Master in der Sprachforschung. 1976 promovierte er in sprachlicher Kommunikation ebenda. Seit 2005 ist er Professor in der Abteilung für Kommunikationsforschung an der Northwestern University.

## Werke
- Persuasion. Theory and research. Sage, Newbury Park, CA 1990. Neuausgabe: Sage, Thousand Oaks, CA 2002. ISBN 978-0-7619-2539-2.